# Aberdeen Sports Ground
Aberdeen Sports Ground – wielofunkcyjny stadion w Hongkongu. Jest obecnie używany głównie dla meczów piłki nożnej oraz zawodów lekkoatletycznych. Na tym stadionie swoje mecze rozgrywa drużyna Southern District RSA. Stadion może pomieścić 9000 widzów.